# Heterometra compta
Heterometra compta is een haarster uit de familie Himerometridae.
De wetenschappelijke naam van de soort werd in 1909 gepubliceerd door Austin Hobart Clark.